# Phlegetonia impleta
Phlegetonia impleta är en fjärilsart som beskrevs av Walker 1865. Phlegetonia impleta ingår i släktet Phlegetonia och familjen nattflyn. Inga underarter finns listade i Catalogue of Life.